# Encuentro espacial

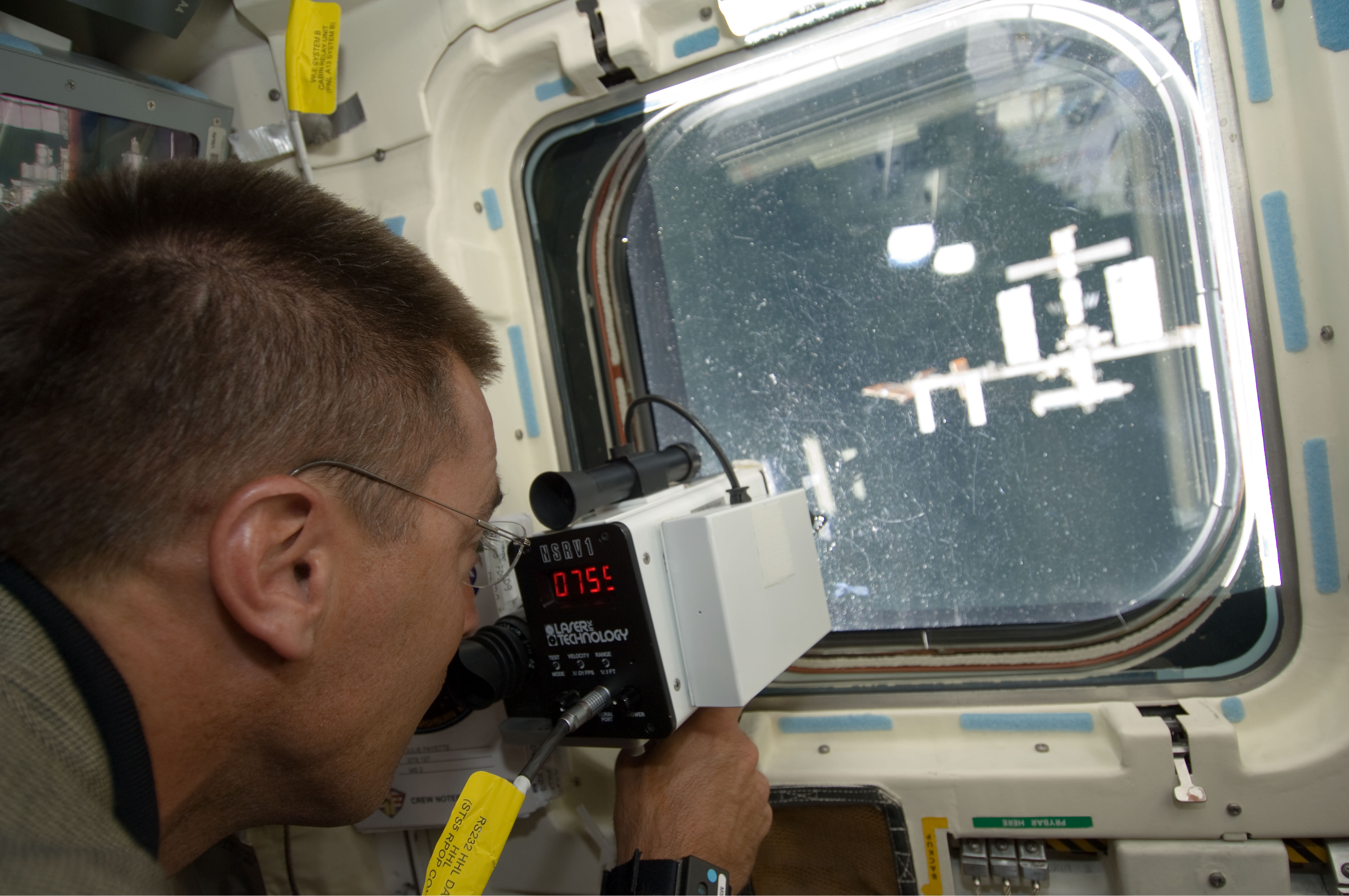
El astronauta Christopher Cassidy utiliza un telémetro para determinar la distancia entre el transbordador espacial Endeavour y la Estación Espacial Internacional

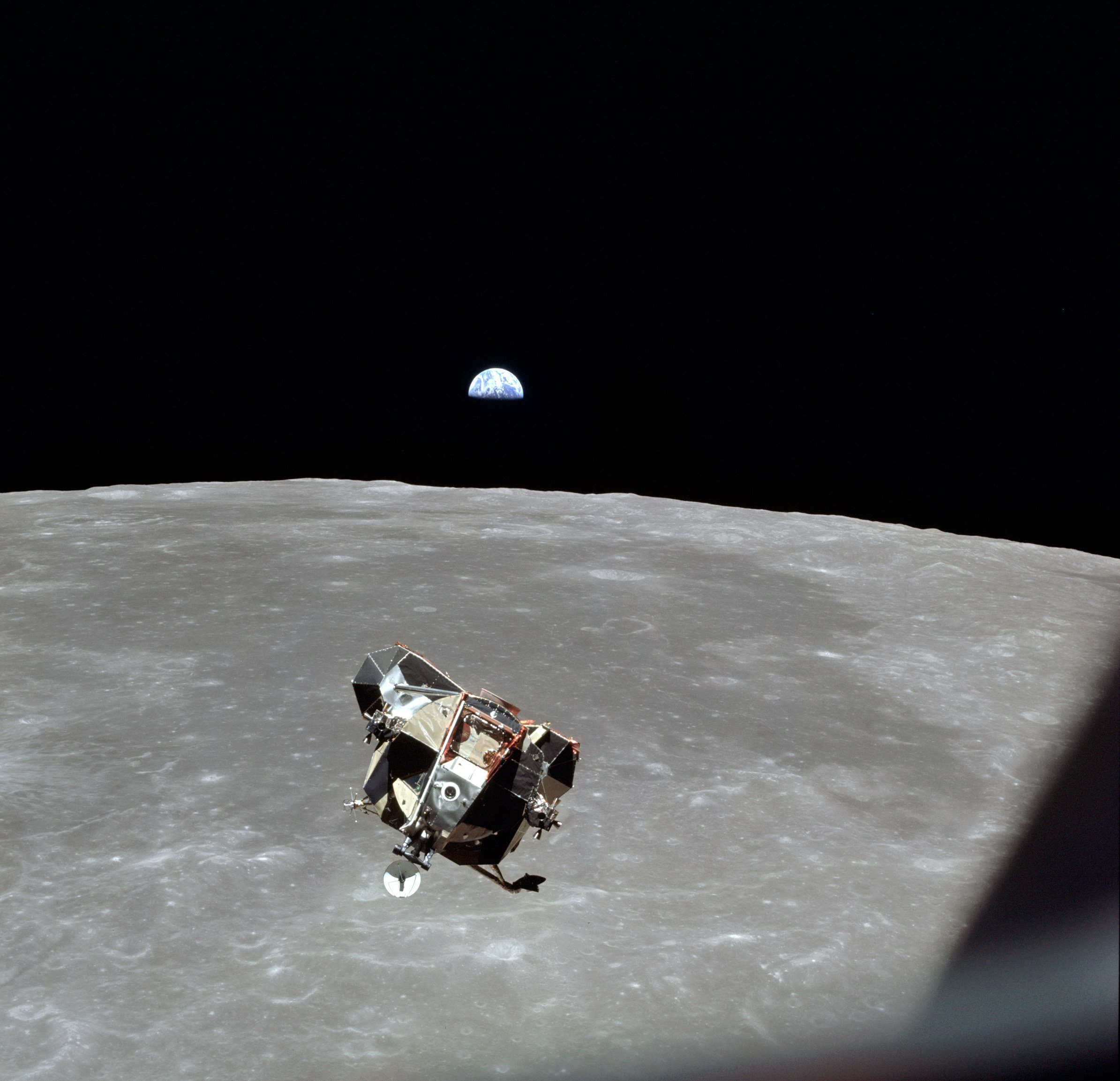
Módulo lunar Eagle se reúne con el módulo de mando Columbia en la órbita lunar tras regresar de un aterrizaje

Un encuentro espacial o rendezvous espacial es un conjunto de maniobras orbitales durante las cuales dos naves espaciales, una de las cuales suele ser una estación espacial, llegan a la misma órbita y se aproximan a una distancia muy cercana (por ejemplo, dentro del campo visual). El encuentro requiere una igualación precisa de las velocidades orbitales y los vectores de posición de las dos naves espaciales, lo que les permite mantenerse a una distancia constante mediante el mantenimiento de la estación orbital. El encuentro puede ir seguido o no de un acoplamiento o atraque, procedimientos que ponen en contacto físico las naves espaciales y crean un vínculo entre ellas.
La misma técnica de encuentro puede utilizarse para el "aterrizaje" de naves espaciales en objetos naturales con un campo gravitatorio débil, por ejemplo, el aterrizaje en una de las lunas marcianas requeriría la misma coincidencia de velocidades orbitales, seguida de un "descenso" que comparte algunas similitudes con el acoplamiento.

## Historia
En su primer programa de vuelos espaciales tripulados Vostok, la Unión Soviética lanzó pares de naves espaciales desde la misma plataforma de lanzamiento, con uno o dos días de diferencia (Vostok 3 y 4 en 1962, y Vostok 5 y 6 en 1963). En cada caso, los sistemas de guiado de los vehículos de lanzamiento colocaron las dos naves en órbitas casi idénticas; sin embargo, esto no fue lo suficientemente preciso como para lograr el encuentro, ya que la Vostok carecía de propulsores de maniobra para ajustar su órbita a la de su gemela. Las distancias de separación iniciales eran del orden de 5 a 6,5 kilómetros, y poco a poco fueron divergiendo hasta alcanzar miles de kilómetros en el transcurso de las misiones.
En 1963, Buzz Aldrin presentó su tesis doctoral titulada Line-Of-Sight Guidance Techniques For Manned Orbital Rendezvous (en español Técnicas de guiado en la línea de visión para el encuentro orbital tripulado). Como astronauta de la NASA, Aldrin trabajó para "traducir la compleja mecánica orbital en planes de vuelo relativamente sencillos para mis colegas."

### Primer intento fallido
El primer intento de encuentro se produjo el 3 de junio de 1965, cuando el astronauta estadounidense Jim McDivitt intentó maniobrar su nave Gemini 4 para encontrarse con la gastada etapa superior de su vehículo de lanzamiento Titan II. McDivitt no pudo acercarse lo suficiente como para lograr el mantenimiento de la estación, debido a problemas de percepción de la profundidad y a la ventilación del propulsor de la etapa, que no dejaba de moverlo. Sin embargo, los intentos de encuentro de la Gemini 4 no tuvieron éxito, en gran medida porque los ingenieros de la NASA aún no habían aprendido la mecánica orbital que implica el proceso. El simple hecho de apuntar el morro del vehículo activo hacia el objetivo y empujar no tuvo éxito. Si el objetivo está adelantado en la órbita y el vehículo de seguimiento aumenta la velocidad, su altitud también aumenta, alejándolo realmente del objetivo. La altitud creciente aumenta el periodo orbital debido a la tercera ley de Kepler, colocando al vehículo de seguimiento no sólo por encima, sino también por detrás del objetivo. La técnica adecuada requiere cambiar la órbita del vehículo de seguimiento para permitir al objetivo del encuentro que lo alcance o sea alcanzado, y luego, en el momento correcto, cambiar a la misma órbita que el objetivo sin movimiento relativo entre los vehículos (por ejemplo, poner el rastreador en una órbita más baja, que tiene un período orbital más corto que le permite alcanzarlo, y luego ejecutar una transferencia Hohmann de vuelta a la altura orbital original).

Como comentó más tarde el ingeniero de la GPO André Meyer, "hay una buena explicación para lo que salió mal en el encuentro". La tripulación, como todo el mundo en el MSC, "simplemente no entendió ni razonó la mecánica orbital implicada. Como resultado, todos nos volvimos mucho más inteligentes y perfeccionamos las maniobras del encuentro, que ahora utiliza Apollo."

### Primer encuentro exitoso

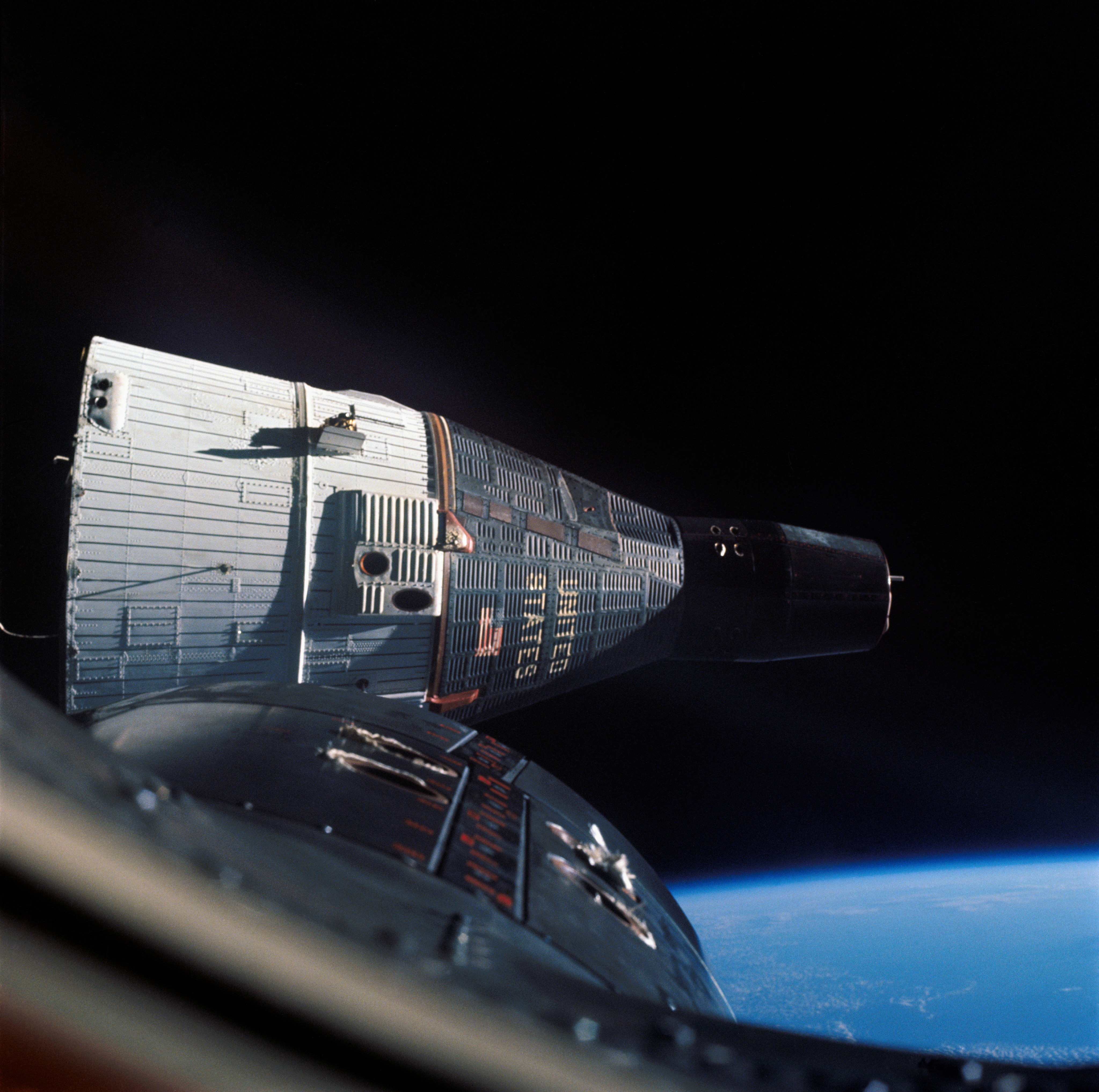
Gemini 7 fotografiada desde Gemini 6 en 1965

El astronauta estadounidense Wally Schirra logró el primer encuentro con éxito el 15 de diciembre de 1965. Schirra maniobró la nave Gemini 6 a menos de 30 cm de su nave hermana Gemini 7. Las naves no estaban equipadas para acoplarse entre sí, pero se mantuvieron estacionadas durante más de 20 minutos. Schirra comentó más tarde:

Alguien dijo... cuando te acercas a menos de tres millas (5 km), has terminado el encuentro. Si alguien cree que ha conseguido un encuentro a tres millas (5 km), ¡que se divierta! Esto es cuando empezamos a hacer nuestro trabajo. No creo que el encuentro haya terminado hasta que estés detenido - completamente detenido - sin movimiento relativo entre los dos vehículos, a una distancia de aproximadamente 120 pies (37 m). ¡Eso es un encuentro! A partir de ahí, es el mantenimiento de la estación. Es entonces cuando puedes volver a jugar a conducir un coche o un avión o a empujar un monopatín: así de sencillo.

Utilizó otro ejemplo para describir la diferencia entre los logros de ambas naciones:

El encuentro de Rusia fue una mirada pasajera, el equivalente a un hombre que camina por una calle principal con mucho tráfico y ve a una chica guapa caminando por el otro lado. Dice: "Oye, espera", pero ella ya se ha ido. Eso es una mirada de paso, no un encuentro. Ahora bien, si ese mismo hombre puede atravesar todo el tráfico y mordisquear la oreja de esa chica, ¡eso sí es un encuentro!

### Primer acoplamiento

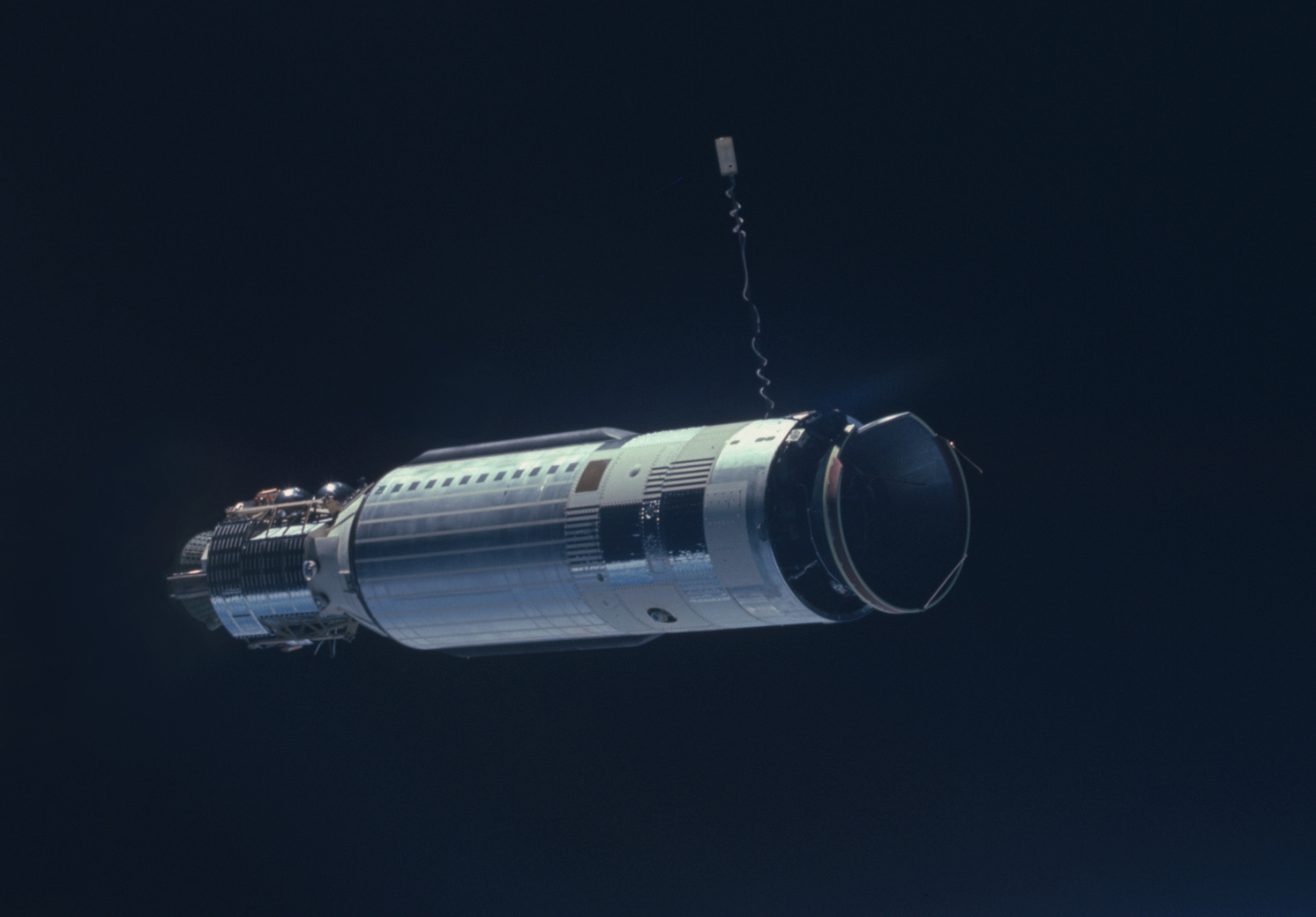
Vehículo objetivo Gemini 8 Agena

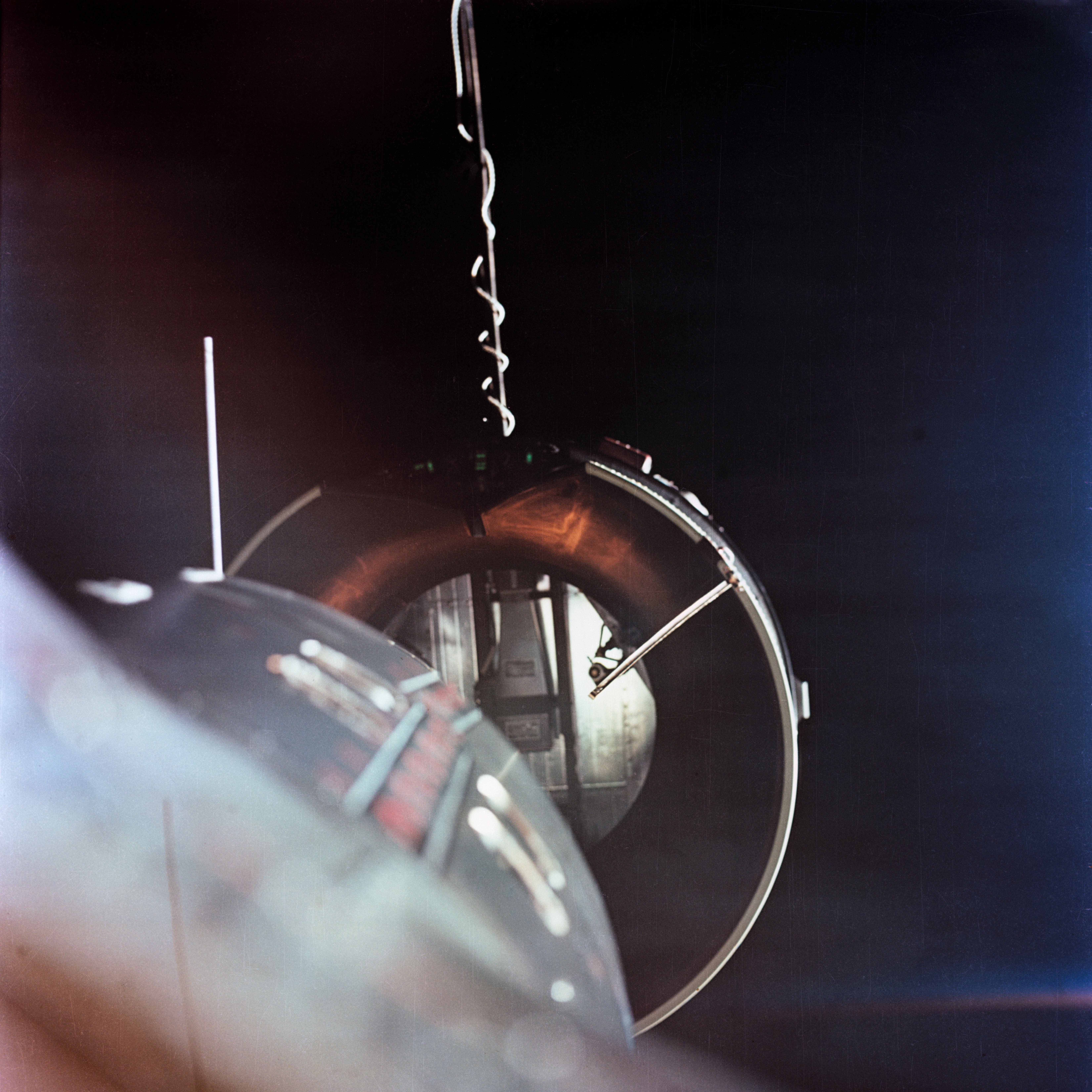
Acoplamiento del Gemini 8 al Agena en marzo de 1966

El primer acoplamiento de dos naves espaciales se produjo el 16 de marzo de 1966, cuando Gemini 8, bajo el mando de Neil Armstrong, se reunió y acopló con el vehículo objetivo no tripulado Agena. Gemini 6 iba a ser la primera misión de acoplamiento, pero tuvo que ser cancelada cuando el vehículo Agena de esa misión se destruyó durante el lanzamiento.
Los soviéticos llevaron a cabo el primer acoplamiento automatizado y sin tripulación entre Cosmos 186 y Cosmos 188 el 30 de octubre de 1967.
El primer cosmonauta soviético que intentó un acoplamiento manual fue Georgy Beregovoy, que intentó sin éxito acoplar su nave Soyuz 3 con la Soyuz 2 sin tripulación en octubre de 1968. Fue capaz de acercar su nave desde 200 metros hasta 30 centímetros, pero no pudo acoplarse antes de agotar su combustible de maniobra.
El primer acoplamiento tripulado con éxito de los soviéticos se produjo el 16 de enero de 1969, cuando la Soyuz 4 y la Soyuz 5 se acoplaron e intercambiaron dos tripulantes.
El primer encuentro de dos naves espaciales de diferentes países tuvo lugar en 1975, cuando una nave Apolo se acopló a una nave Soyuz como parte de la misión Apolo-Soyuz.
El primer acoplamiento espacial múltiple tuvo lugar cuando tanto Soyuz 26 como Soyuz 27 se acoplaron a la estación espacial Salyut 6 durante enero de 1978.

## Usos

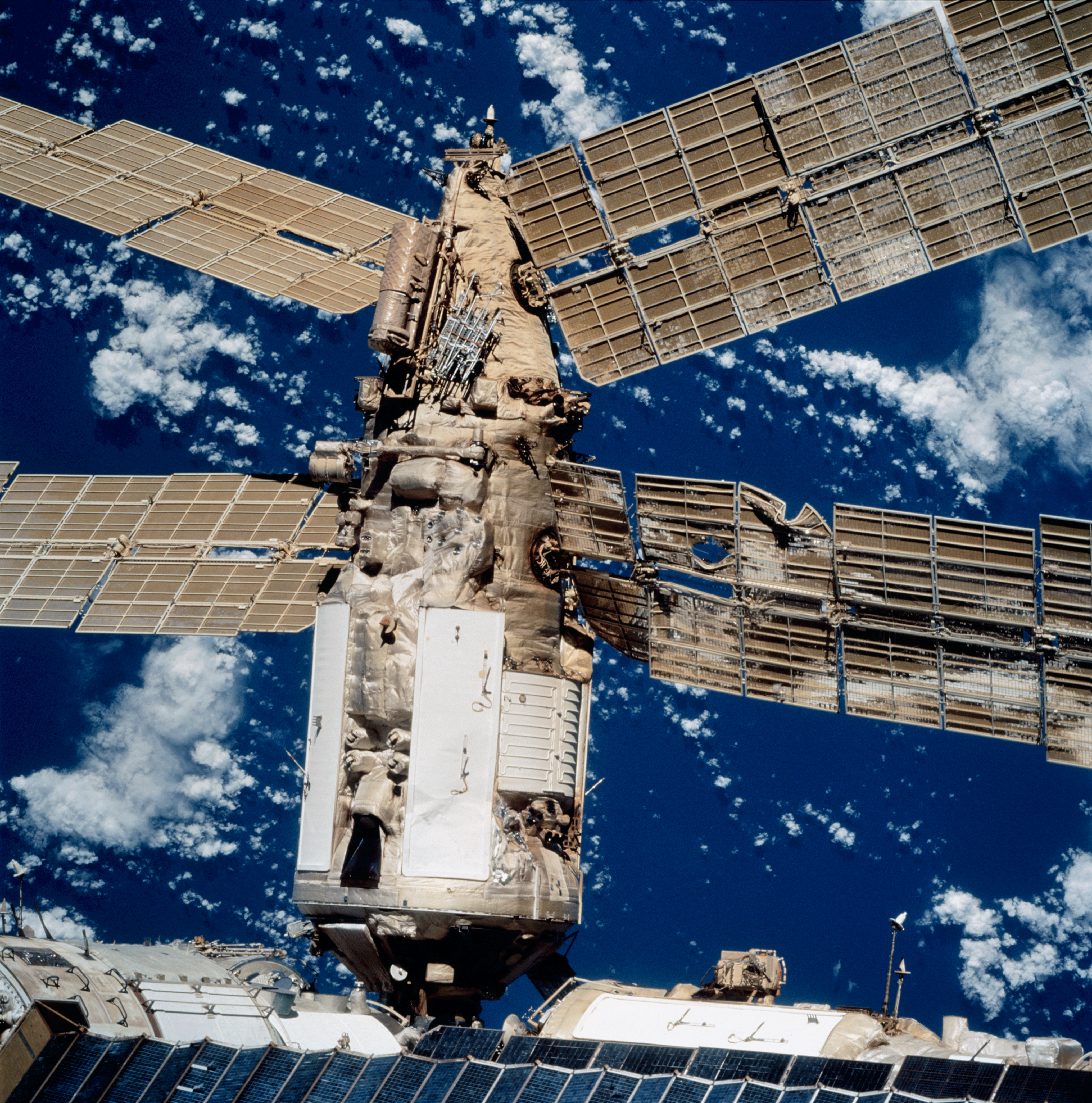
Los paneles solares dañados en el módulo Spektr de la Mir tras una colisión con una nave espacial Progress sin tripulación en septiembre de 1997 como parte del Shuttle-Mir. Las naves Progress se utilizaron para reabastecer la estación. En este encuentro espacial que salió mal, la Progress colisionó con la Mir, iniciando una despresurización que se detuvo cerrando la escotilla del Spektr.

Cada vez que una nave espacial lleva tripulantes o suministros a una estación espacial en órbita, se produce un encuentro. La primera nave espacial que lo hizo fue la Soyuz 11, que se acopló con éxito a la estación Salyut 1 el 7 de junio de 1971. Las misiones de vuelos espaciales tripulados han llevado a cabo la reunión de forma exitosa con seis estaciones Salyut, con Skylab, con Mir y con la Estación Espacial Internacional (EEI). En la actualidad, las naves Soyuz se utilizan en intervalos de aproximadamente seis meses para transportar a los miembros de la tripulación hacia y desde la EEI. Con la introducción del Programa de Tripulación Comercial de la NASA, EE. UU. puede utilizar su propio vehículo de lanzamiento junto con la Soyuz, una versión actualizada del Cargo Dragon de SpaceX; Crew Dragon.
Las naves espaciales robóticas también se utilizan para reunirse con las estaciones espaciales y reabastecerlas. Las naves Soyuz y Progress se han acoplado automáticamente tanto a la Mir como a la EEI utilizando el sistema de acoplamiento Kurs; el Vehículo de Transferencia Automatizada de Europa también utilizó este sistema para acoplarse al segmento ruso de la EEI. Varias naves espaciales sin tripulación utilizan el mecanismo de atraque de la NASA en lugar de un puerto de acoplamiento. Las naves japonesas H-II Transfer Vehicle (HTV), SpaceX Dragon y Cygnus de Orbital Sciences maniobran para acercarse y mantener la estación, lo que permite al Canadarm2 de la EEI sujetar y mover la nave a un puerto de atraque en el segmento estadounidense. Sin embargo, la versión actualizada de Cargo Dragon ya no necesitará atracar, sino que se acoplará de forma autónoma directamente a la estación espacial. El segmento ruso sólo utiliza puertos de atraque, por lo que no es posible que HTV, Dragon y Cygnus encuentren un lugar de atraque allí.
Los encuentros espaciales se han utilizado para otros fines, como las recientes misiones de servicio del telescopio espacial Hubble. Históricamente, en las misiones del Proyecto Apolo que hicieron aterrizar a los astronautas en la Luna, la etapa de ascenso del Módulo Lunar Apolo se reunía y acoplaba con el Módulo de mando y servicio del Apolo en las maniobras de encuentro en la órbita lunar. Además, la tripulación de la misión STS-49 se reunió con el satélite de comunicaciones Intelsat VI F-3 y le acopló un motor cohete para permitirle realizar una maniobra orbital.
En el futuro, los posibles encuentros podrán ser realizados por un Vehículo Robótico Hubble (HRV) automatizado, aún por desarrollar, y por el CX-OLEV, que se está desarrollando para el encuentro con un satélite geosíncrono que se haya quedado sin combustible. El CX-OLEV se encargaría del mantenimiento de la órbita y/o llevaría finalmente al satélite a una órbita cementerio, tras lo cual el CX-OLEV podría reutilizarse para otro satélite. La transferencia gradual desde la órbita de transferencia geoestacionaria a la órbita geosincrónica llevará varios meses, utilizando propulsores de efecto Hall.
Otra posibilidad es que las dos naves espaciales ya estén juntas, y que simplemente se desacoplen y acoplen de forma diferente:
- Nave espacial Soyuz de un punto de acoplamiento a otro en la EEI o Salyut
- En la nave espacial Apolo, una maniobra conocida como transposición, acoplamiento y extracción se realizó una hora más o menos después de la Inyección translunar de la secuencia tercera etapa del cohete Saturno V / LM dentro del adaptador LM / CSM (en orden de abajo hacia arriba en el lanzamiento, también el orden de atrás hacia adelante con respecto al movimiento actual), con CSM tripulado, LM en esta etapa sin tripulación:
  - el CSM se separó, mientras que los cuatro paneles superiores del adaptador LM se eliminaron
  - el CSM giró 180 grados (desde el motor hacia atrás, hacia el LM, hacia adelante)
  - el CSM conectado a la LM mientras ésta seguía conectada a la tercera etapa
  - la combinación CSM/LM se separa entonces de la tercera etapa

La NASA a veces se refiere a "Encuentro, operaciones de proximidad, acoplamiento y desacoplamiento" (RPODU) para el conjunto de todos los procedimientos de vuelo espacial que suelen ser necesarios en torno a las operaciones de las naves espaciales en las que dos naves espaciales trabajan en proximidad con la intención de conectarse entre sí.

## Fases y métodos

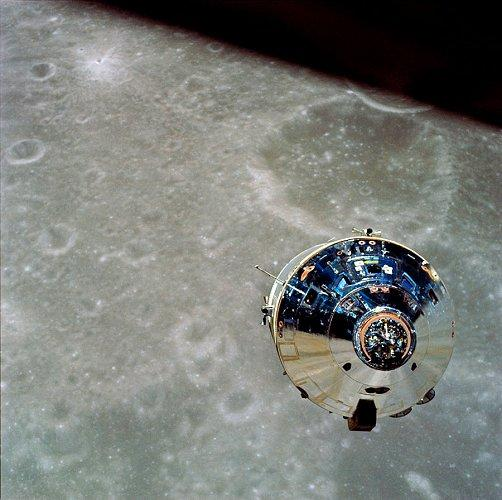
Módulo de mando y servicio Charlie Brown visto desde el módulo lunar Snoopy

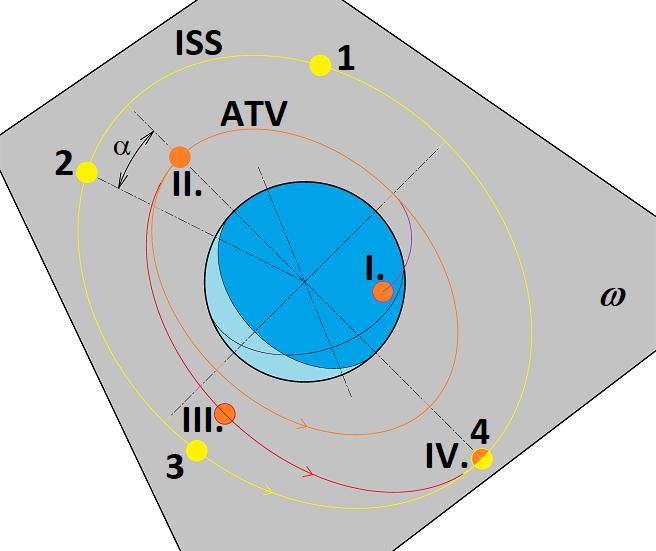
Encuentro orbital. 1/ Ambas naves espaciales deben estar en el mismo plano orbital. La ISS vuela en una órbita más alta (menor velocidad), el ATV vuela en una órbita más baja y alcanza a la ISS. 2/En el momento en que el ATV y la ISS forman un ángulo alfa (unos 2°), el ATV cruza la órbita elíptica a la ISS.

La técnica estándar de encuentro y acoplamiento consiste en acoplar un vehículo activo, el "perseguidor", con un "objetivo" pasivo. Esta técnica se ha utilizado con éxito en los programas Gemini, Apolo, Apolo/Soyuz, Salyut, Skylab, Mir, EEI y Tiangong.
Para entender correctamente el encuentro de las naves espaciales es esencial comprender la relación entre la velocidad de la nave y la órbita. Una nave espacial en una determinada órbita no puede alterar arbitrariamente su velocidad. Cada órbita se correlaciona con una determinada velocidad orbital. Si la nave dispara los propulsores y aumenta (o disminuye) su velocidad, obtendrá una órbita diferente, que se correlaciona con la mayor (o menor) velocidad. Para las órbitas circulares, las órbitas más altas tienen una velocidad orbital más baja. Las órbitas más bajas tienen una velocidad orbital más alta.
Para que se produzca el encuentro orbital, ambas naves deben estar en el mismo plano orbital y la fase de la órbita (la posición de la nave en la órbita) debe coincidir. Para el acoplamiento, la velocidad de los dos vehículos también debe coincidir. El "perseguidor" se sitúa en una órbita ligeramente inferior a la del objetivo. Cuanto más baja sea la órbita, mayor será la velocidad orbital. Por lo tanto, la diferencia de velocidades orbitales del cazador y del objetivo es tal que el cazador es más rápido que el objetivo y lo alcanza.
Una vez que las dos naves espaciales están lo suficientemente cerca, la órbita del perseguidor se sincroniza con la órbita del objetivo. Es decir, el cazador se acelera. Este aumento de velocidad lleva al cazador a una órbita más alta. El aumento de la velocidad se elige de forma que el cazador asuma aproximadamente la órbita del objetivo. Poco a poco, el cazador se va acercando al objetivo, hasta que puedan iniciarse las operaciones de proximidad (véase más adelante). En la última fase, la velocidad de acercamiento se reduce gracias al sistema de control de reacción del vehículo activo. El acoplamiento suele producirse a una velocidad de 0,030 m/s a 0,061 m/s.

### Fases de reencuentro
El encuentro espacial de una nave espacial activa, o "perseguidora", con una nave espacial (supuestamente) pasiva puede dividirse en varias fases, y suele comenzar con las dos naves espaciales en órbitas separadas, normalmente a más de 10.000 kilómetros de distancia:
| Fase                                                       | Distancia de separación              | Duración típica de la fase |
| ---------------------------------------------------------- | ------------------------------------ | -------------------------- |
| Órbita de deriva A (fuera de la vista, fuera del contacto) | >2 λmax                              | de 1 a 20 días             |
| Órbita de deriva B (a la vista, en contacto)               | de 2 λmax a 1 kilómetro (3,300 pies) | de 1 a 5 días              |
| Operaciones de proximidad A                                | 1'000-100 metros (3,280-330 pies)    | de 1 a 5 órbitas           |
| Operación de proximidad B                                  | 100-10 metros (328-33 pies)          | 45 – 90 minutos            |
| Acoplamiento                                               | <10 metross (33 pies)                | <5 minutos                 |

Se pueden utilizar diversas técnicas para realizar las maniobras de traslación y rotación necesarias para las operaciones de proximidad y acoplamiento.

### Métodos de aproximación
Los dos métodos más comunes de aproximación para las operaciones de proximidad son en línea con la trayectoria de vuelo de la nave espacial (llamado V-bar, ya que es a lo largo del vector de velocidad del objetivo) y perpendicular a la trayectoria de vuelo a lo largo de la línea del radio de la órbita (llamado R-bar, ya que es a lo largo del vector radial, con respecto a la Tierra, del objetivo). El método de aproximación elegido depende de la seguridad, del diseño de la nave espacial / del propulsor, del calendario de la misión y, especialmente para el acoplamiento con la EEI, de la ubicación del puerto de acoplamiento asignado.
Enfoque V-bar
La aproximación V-bar es una aproximación del "perseguidor" horizontalmente a lo largo del vector de velocidad de la nave espacial pasiva. Es decir, por detrás o por delante, y en la misma dirección que el movimiento orbital del objetivo pasivo. El movimiento es paralelo a la velocidad orbital del objetivo. En la aproximación a V-bar desde atrás, el cazador dispara pequeños propulsores para aumentar su velocidad en la dirección del objetivo. Esto, por supuesto, también lleva al cazador a una órbita más alta. Para mantener el cazador en el vector V, se disparan otros propulsores en dirección radial. Si esto se omite (por ejemplo, debido a un fallo del propulsor), el cazador será llevado a una órbita más alta, lo que se asocia con una velocidad orbital inferior a la del objetivo. En consecuencia, el objetivo se mueve más rápido que el cazador y la distancia entre ellos aumenta. Esto se denomina efecto de frenado natural, y es una salvaguarda natural en caso de fallo del propulsor.
La STS-104 fue la tercera misión del transbordador espacial que realizó una llegada en V-bar a la Estación Espacial Internacional. El V-bar, o vector de velocidad, se extiende a lo largo de una línea directamente por delante de la estación. Los transbordadores se acercan a la EEI a lo largo del V-bar cuando se acoplan en el puerto de acoplamiento PMA-2.
Enfoque R-bar
El enfoque R-bar consiste en que el cazador se mueve por debajo o por encima de la nave espacial objetivo, a lo largo de su vector radial. El movimiento es ortogonal a la velocidad orbital de la nave pasiva. Cuando está por debajo del objetivo, el cazador dispara propulsores radiales para acercarse al objetivo. De este modo, aumenta su altitud. Sin embargo, la velocidad orbital del cazador no cambia (los disparos de los propulsores en la dirección radial no tienen efecto sobre la velocidad orbital). Ahora, en una posición un poco más alta, pero con una velocidad orbital que no corresponde a la velocidad circular local, el cazador se sitúa ligeramente por detrás del objetivo. Son necesarios pequeños impulsos de cohetes en la dirección de la velocidad orbital para mantener el cazador a lo largo del vector radial del objetivo. Si estos impulsos de cohetes no se ejecutan (por ejemplo, debido a un fallo del propulsor), el cazador se alejará del objetivo. Se trata de un efecto de frenado natural. Para la aproximación con R-bar, este efecto es más fuerte que para la aproximación con V-bar, lo que hace que la aproximación con R-bar sea la más segura de las dos. Generalmente, la aproximación con R-bar desde abajo es preferible, ya que el cazador está en una órbita más baja (más rápida) que el objetivo, y así "lo alcanza". En el caso de la aproximación de R-bar desde arriba, el cazador se encuentra en una órbita más alta (más lenta) que el objetivo, y por tanto tiene que esperar a que éste se acerque a él.
Astrotech propuso satisfacer las necesidades de carga de la EEI con un vehículo que se acercaría a la estación "utilizando una aproximación tradicional de R-var en nadir". La aproximación R-bar en nadir también se utiliza para los vuelos a la EEI de los vehículos de transferencia H-II, y de los vehículos SpaceX Dragon.
Enfoque Z-bar
Una aproximación de la nave espacial activa, o "perseguidora", horizontalmente desde el lado y ortogonal al plano orbital de la nave espacial pasiva -es decir, desde el lado y fuera del plano de la órbita de la nave espacial pasiva- se denomina aproximación de Z-bar.